# Vieille ville de Bischofszell

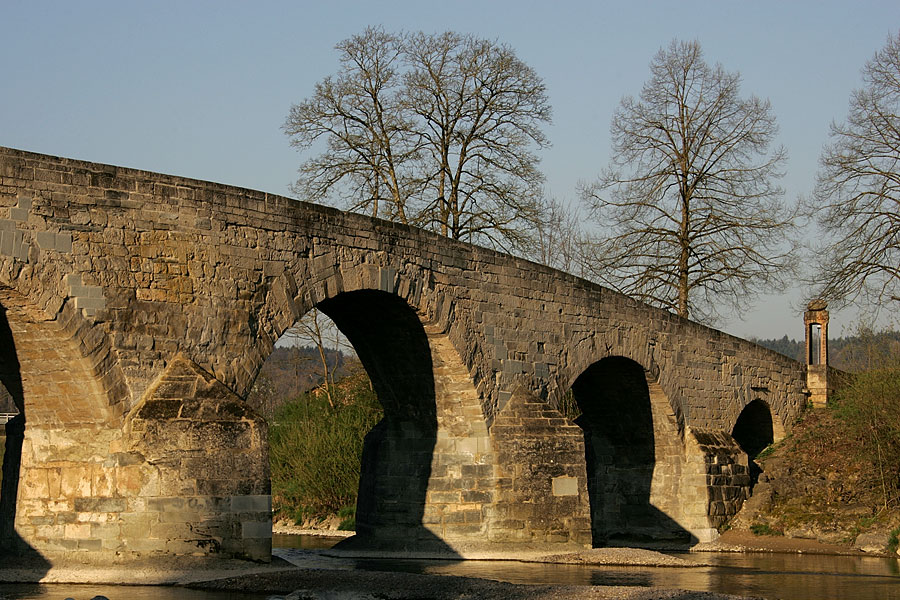
Le pont de pierre

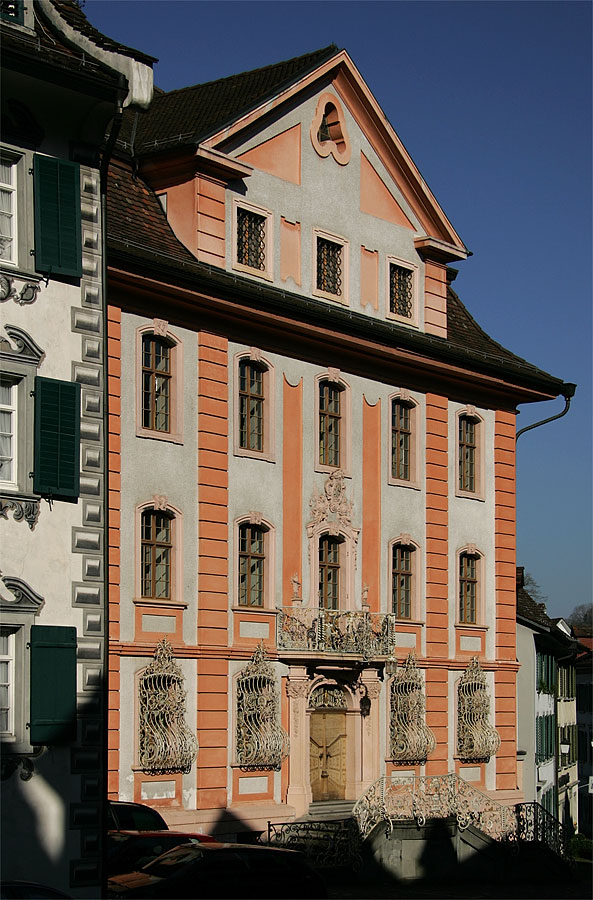
l'Hôtel de ville

La vieille ville de Bischofszell est le centre historique de Bischofszell, dans le canton de Thurgovie en Suisse.
L'ensemble de la vieille ville est reconnue comme bien culturel suisse d'importance nationale comprenant, en catégorie A, la vieille ville, l'église Saint-Pelagius et la « Michaelskapelle », l'Hôtel de ville, le pont de pierre (1487) sur la Thur, la « Daller-Haus » Kirchgasse 5, « Häuser Marktgasse 4/6 (Ortsmuseum) », la maison double « Rebstock/Rosenstock » Marktgasse 7/9 et maison avec machines (1929, ancien dépôt d'une fabrique de papier). 
Prix Wakker en 1987.

## Source
- Inventaire suisse des biens culturels d'importance nationale et régionale, édition de 1995.